# ‘Uzeir
‘Uzeir (hebreiska: עזיר) är en ort i Israel.   Den ligger i distriktet Norra distriktet, i den norra delen av landet. ‘Uzeir ligger 166 meter över havet och antalet invånare är 2 591.
Terrängen runt ‘Uzeir är kuperad åt nordost, men åt sydväst är den platt. Runt ‘Uzeir är det ganska tätbefolkat, med 80 invånare per kvadratkilometer. Närmaste större samhälle är Nasaret, 10,6 km söder om ‘Uzeir. Trakten runt ‘Uzeir består till största delen av jordbruksmark.